# Marshall Arena
Die Marshall Arena (auch Arena MK, Milton Keynes Arena) ist eine Mehrzweckhalle im englischen Milton Keynes. Sie wurde im Februar 2014 offiziell eröffnet und beherbergte seitdem verschiedenste Veranstaltungen in den Bereichen Sport und Kultur.

## Baugeschichte
Die neue Arena in unmittelbarer Nähe des Stadium MK, der Heimstätte des Fußballvereins Milton Keynes Dons, war ursprünglich als neue Spielstätte der Milton Keynes Lions, einem Basketballverein aus der British Basketball League, geplant. Mit dem Umzug des Basketball-Franchise nach London kam es jedoch nicht zu der vorgesehenen Nutzung und die Arena wurde als reine Mehrzweckhalle ohne regelmäßige Nutzung im Ligabetrieb fertiggestellt. Am 5. Februar 2014 wurde die Halle unter dem Namen Arena MK im Rahmen der Britischen Meisterschaft im Badminton eröffnet. Im September 2018 erwarb der britische, in Milton Keynes ansässige Konzern Marshall Amplification die Namensrechte an der Arena, die seitdem als Marshall Arena bekannt ist.

## Nutzung
Die Marshall Arena wird primär für verschiedene Sportereignisse sowie für Konzerte genutzt. Zu den bedeutendsten Sportereignissen zählt dabei die jährliche Austragung des Masters, einem der bedeutendsten Einladungsturniere im Darts, das seit 2015 in der Marshall Arena ausgetragen wird.
Bereits seit 2017 werden vor Ort regelmäßig einzelne Players Championship-Turniere im Rahmen der PDC Pro Tour veranstaltet. 
Verstärkte Aufmerksamkeit erfuhr die Arena während der COVID-19-Pandemie, als dort vor leeren Rängen Snooker- und Dartsturniere stattfanden. Zum Stadionkomplex gehört auch ein Hotel, das die ortsnahe Unterbringung der Spieler ermöglichte. Im Juli 2020 gastierte das World Matchplay sowie vom 25. August bis zum 5. September 2020 an insgesamt sieben Spieltagen die Premier League Darts in der Marshall Arena; im März 2021 fand mit den UK Open 2021 ein Höhepunkt der Darts-Saison in der Marshall Arena ohne Publikum statt. 2021 fand die komplette Premier League an insgesamt 17 Abenden in der Arena statt, ebenfalls vor leeren Tribünen. Während der Pandemie wurden zudem sämtliche Turniere der Snooker Main Tour in der Marshall Arena ausgetragen, darunter das German Masters 2021.